# Bernard Błaszczyk
Bernard Błaszczyk (ur. 4 grudnia 1947 w Przyrowie) – polski prawnik, urzędnik państwowy i konsularny. W latach 1991–1993 podsekretarz stanu w Ministerstwie Ochrony Środowiska, Zasobów Naturalnych i Leśnictwa, w 1993 kierownik tego resortu, w latach 1997–2001 podsekretarz stanu i sekretarz stanu w Ministerstwie Gospodarki, w latach 2008–2011 podsekretarz stanu w Ministerstwie Środowiska.

## Życiorys
Absolwent III LO im. Stefana Batorego w Chorzowie. Ukończył studia na Wydziale Prawa i Administracji Uniwersytetu Śląskiego, praktykował później jako adwokat.
W latach 1972–1980 pracował w urzędach miejskich w Świętochłowicach i Katowicach, następnie do 1990 w Urzędzie Wojewódzkim w Katowicach. Od 1991 do 1993 pełnił funkcję podsekretarza stanu w Ministerstwie Ochrony Środowiska, Zasobów Naturalnych i Leśnictwa. 4 lipca 1993 został kierownikiem tego resortu w rządzie Hanny Suchockiej, zastępując ministra Zygmunta Hortmanowicza. Po powołaniu nowego gabinetu Waldemara Pawlaka wrócił na stanowisko wiceministra. W latach 1996–1997 był konsulem generalnym RP w Ostrawie.
W rządzie Jerzego Buzka pełnił funkcję podsekretarza stanu, a od 2000 do 2001 sekretarza stanu w Ministerstwie Gospodarki. Następnie został radcą handlowym w Pradze.
Po powrocie do Polski był dyrektorem generalnym w Ministerstwie Nauki i Szkolnictwa Wyższego. W grudniu 2007 został powołany na takie samo stanowisko w Ministerstwie Środowiska. Przestał pełnić tę funkcję 4 sierpnia 2008. Tego samego dnia objął stanowisko podsekretarza stanu w Ministerstwie Środowiska, które zajmował do 19 grudnia 2011. W lutym 2012 został regionalnym dyrektorem ochrony środowiska w Katowicach, pełnił tę funkcję do 2018.

## Odznaczenia
- Krzyż Kawalerski Orderu Odrodzenia Polski – 2025[2]
- Krzyż Komandorski Orderu Wielkiego Księcia Giedymina Republiki Litewskiej – 2001[3]